# Jean Vallerand
Jean Vallerand, CQ (* 24. Dezember 1915 in Montreal; † 24. Juni 1994 ebenda) war ein kanadischer Komponist, Musikkritiker, Violinist und Dirigent.

## Leben und Wirken
Vallerand studierte von 1920 bis 1935 Violine bei Lucien Sicotte und von 1935 bis 1942 Musiktheorie und Komposition bei Claude Champagne.
1941 folgte er Léo-Pol Morin als Musikkritiker bei Tageszeitung Le Canada nach. In den Folgejahren schrieb er für Montréal-Matin (1948–49), Le Devoir (1952–61), Le Nouveau Journal (1961–62) und La Presse (1962–66). Von 1942 bis 1963 war er Generalsekretär und Lehrer für Orchestration am Conservatoire de musique du Québec. Daneben unterrichtete er von 1950 bis 1965 Orchestration und Musikgeschichte an der Universität Montreal.
Von 1963 bis 1966 leitete er die Musikabteilung von CBC, danach war er bis 1970 Kulturattaché der Regierung von Quebec in Paris. Von 1971 bis 1975 wirkte er als Direktor für Musikerziehung bei Kultusministerium von Quebec, daneben bis 1978 auch als Direktor des Conservatoire de musique du Québec. 1991 wurde er zum Ritter des Ordre national du Québec ernannt.

## Schriften
- Les Roses à la mer, 1935
- Le Diable dans le beffroi, 1942
- Nocturne, 1946
- Notre Dame de la Couronne, Kantate, 1946
- Notre Dame du Pain, Kantate, 1946
- Prélude, 1948
- Sonata für Violine und Klavier, 1950
- Concerto für Orchester, 1951
- Quatre Poèmes de Saint-Denys Garneau, 1954
- String Quartet, 1955
- Cordes en mouvement für Streichorchester, 1961
- Réverbérations contractoires, 1961
- Marie Stuart, Schauspielmusik (Friedrich Schiller), 1961
- Le Magicien, Oper, 1961
- Noces de sang, Schauspielmusik (Federico García Lorca), 1962
- La Cerisaie, Schauspielmusik (Anton Tschechow), 1963
- La Fin des étés, Filmmusik, 1964
- Payse, Ballett, 1964
- Étude concertante für Violine und Orchester, 1969

Theoretische Schriften:
- Introduction à la musique, Montreal 1949
- La Musique et les tout-petits, Montreal 1950